# 日本五厘硬币
五厘铜币（日语：五厘青銅貨），日本大正五年至八年（公元1916年至1919年）间铸造发行的一种面额为“五厘”的铜币，每枚价值二百分之一日元，二分之一钱。
该系列铜币的发行时间很短，此前明治年间曾在1873年至1888年发行与之等值的半钱铜币。五厘铜币的材质为铜合金，直径为18.78mm，比之前的半钱铜币略小。1953年，日本通过《小额通货整理法》，面额低于1日元的货币被废止，五厘铜币退出流通。

## 流通量
全部五厘铜币均发行于日本天皇嘉仁在位的大正五年至八年（公元1916年至1919年）间。硬币正面中央为桐叶图案，上方为“大日本”字样，下方为年号纪年，分别有“大正五年”至“大正八年”四种；背面分内外两层，内为面额“五厘”，外为蔓草图案。
| 发行年 | 年号纪年 | 铸造量     |
| ------ | -------- | ---------- |
| 1916年 | 大正五年 | 8,000,000  |
| 1917年 | 大正六年 | 5,287,584  |
| 1918年 | 大正七年 | 11,661,877 |
| 1919年 | 大正八年 | 17,130,539 |